# Focke-Achgelis Fa 269
Die Focke-Achgelis Fa 269 war ein Projekt des deutschen Herstellers Focke-Achgelis aus den 1940er Jahren zur Entwicklung eines Jagd-Wandelflugzeugs. Es wurde lediglich eine Attrappe erstellt.

## Geschichte
Die Entwicklungsarbeiten an der Fa 269 begannen 1941 auf Veranlassung des Reichsluftfahrtministerium (RLM), das den Entwurf für einen einsitzigen Objektschutz-Jäger verlangte. Dieser sollte die VTOL-Eigenschaften eines Hubschraubers mit der Geschwindigkeit und Ökonomie eines konventionellen Starrflügelflugzeugs vereinen. Die Arbeiten unterlagen einer hohen Geheimhaltungsstufe. Aufgrund der Komplexität dieses damals innovativen Konzepts schätzte die Entwicklungsmannschaft den Zeitaufwand für die Abwicklung des Projekts auf mindestens fünf Jahre.
Die Fa 269 sollte als Antrieb, hinter dem Cockpit im Rumpf eingebaut, einen BMW 801-Sternmotor erhalten. Über in den Tragflächenvorderkanten verlaufende Fernwellen und synchronisierte Getriebe war der Antrieb von Dreiblatt-Rotoren vorgesehen. Die Rotorebene sollte mit Hilfe von Wellenverlängerungen um 80 Grad kippbar sein. Die vorgesehene Bauweise verlangte im Stand einen großen Anstellwinkel, um eine ausreichende Bodenfreiheit für die Rotoren zu erreichen. Dies sollte mit sehr langen Fahrgestellstreben sichergestellt werden.
Zum Senkrechtstart wurden die Rotoren nach unten abgesenkt, bis sie parallel zum Erdboden ausgerichtet waren. Bei der nachfolgenden Transition schwenkten die Rotoren nach hinten und wirkten dann als Druckpropeller.
Es wurden umfangreiche Windkanaluntersuchungen zusammen mit Entwicklungsarbeiten an den Getrieben, Wellen und dem Kippmechanismus durchgeführt. Eine vollmaßstäblich 1943 erstellte Holzattrappe fiel einem Bombenangriff zum Opfer und die Arbeiten wurden schließlich 1944 eingestellt, als klar wurde, dass mit einem flugfähigen Prototyp frühestens 1947 gerechnet werden konnte.

## Technische Daten
| Kenngröße             | Daten (berechnet)                                      |
| --------------------- | ------------------------------------------------------ |
| Besatzung             | 1                                                      |
| Länge                 | 8,93 m                                                 |
| Spannweite            | 10,00 m                                                |
| Rotordurchmesser      | > 4 m                                                  |
| Höhe                  | 3,23 m                                                 |
| Höchstgeschwindigkeit | 570 km/h                                               |
| Triebwerk             | ein BMW 801-Sternmotor (laut: zwei DB 601 oder DB 605) |
| Bewaffnung            | zwei 30-mm-MK 108-Maschinenkanonen                     |